# 克拉科夫當代藝術博物館
克拉科夫當代藝術博物館（波蘭語：Muzeum Sztuki Współczesnej w Krakowie）是位於波蘭城市克拉科夫的一座博物館。克拉科夫當代藝術博物館以當代藝術為收藏和展示的重心，特別是最近二十年的美術作品。博物館還附設有圖書館、書店和咖啡館。

## 外部連結
- Home page （页面存档备份，存于）

50°01′30″N 19°34′26″E / 50.025°N 19.574°E
- . 建築邦.   [2018-07-19]. （原始内容存档于2018-07-19）.